# Lettizia Alcaraz
Lettizia Alcaraz (n. 6 de enero de 1976, Alvear, Corrientes, Argentina) es una exjugadora de rugby, que integró varias veces la selección de su país, como jugadora y como parte del personal, y licenciada en Educación Física.  Trabaja desde diferentes ámbitos para la difusión, promoción y desarrollo del rugby femenino en Corrientes, Chaco y el país.
Fue elegida mejor jugadora de la Argentina por Unión Argentina de Rugby en 2012. Fue relevista de la Antorcha Olímpica “Juegos Olímpicos de la Juventud Buenos Aires 2018”. 
En 2019 fue una de las 14 mujeres elegidas por la World Rugby para la beca Liderazgo Ejecutivo.

## Clubes
Sixty RC, 2010 - 2013: Campeona Nacional de Clubes 2010-2011 / Subcampeona Nacional de Clubes, 2012.
San Patricio RC. 2014 -2016: Torneos Regionales y Nacionales de Clubes

## Selección argentina
Jugadora de la selección argentina de seven del 2005 al 2016.
| TORNEO                                                  | SEDE                      | AÑO                 |
| ------------------------------------------------------- | ------------------------- | ------------------- |
| Torneo “Valentín Martínez Nin"                          | Montevideo -Uruguay       | 2005 al 2016        |
| Torneo Sudamericano                                     | Sao Paulo - Brasil        | 2005                |
| Torneo Sudamericano                                     | Viña del Mar- Chile       | 2007                |
| Torneo Sudamericano                                     | Punta del Este - Uruguay  | 2008                |
| Torneo Sudamericano                                     | Vento Gonçalvez - Brasil  | 2009                |
| Torneo Sudamericano                                     | Mar del Plata - Argentina | 2010                |
| Torneo Sudamericano                                     | Sao Paulo - Brasil        | 2011                |
| Torneo Sudamericano                                     | Río de Janeiro - Brasil   | 2012-2013-2015      |
| Juegos OdeSUR                                           | Manta – Ecuador,          | 2011                |
| Juegos OdeSUR                                           | Vargas- Venezuela         | 2014                |
| Circuito Mundial de Sevens                              | Houston- EE. UU.          | 2013                |
| Torneo Internacional                                    | Las Vegas - EE. UU.       | 2013 - 2014 - 2015. |
| Torneo Internacional                                    | Hong Kong- China          | 2014                |
| Seven de La República                                   | Entre Ríos - Argentina    | 2013 – 2014.        |
| Clasificación a los Juegos “Panamericanos Toronto 2015” | Mar del Plata - Argentina | 2014                |
| Preolímpico                                             | Santa Fe – Argentina      | 2015                |
| Juegos Panamericanos                                    | Toronto- Canadá           | 2015                |
| Sudamericano “Desafío Río 2016”                         | Río de Janeiro- Brasil    | 2016                |
| Repechaje Olímpico                                      | Dublín- Irlanda           | 2016                |

## Cargos en el rugby
- Oficial de desarrollo de rugby femenino de la Unión de Rugby del Nordeste - URNE- 2017-2018.
- Mánager de la selección argentina juvenil, en el Seven de la República - Paraná Entre Ríos 2017.
- Preparadora física en la gira a Nueva Zelanda con el equipo de juveniles del Club San Patricio, 2017.
- Entrenadora de rugby femenino de San Patricio RC. M 15-16, desde 2016.
- Profesora a cargo de la Escuela de Iniciación Deportiva: “Rugby“ desde 2018.
- Voluntaria en los “Juegos Olímpicos de la Juventud Buenos Aires 2018 - Programa Play Format - World Rugby/Sudamérica Rugby ”.
- Staff Unión Argentina de Rugby en el torneo nacional de rugby femenino de clubes, en General Roca - Río Negro 2018.
- Personal de la selección uruguaya femenina en el Torneo Sudamericano Montevideo - Uruguay 2018.
- Preparadora física del seleccionado juvenil femenino de la Unión de Rugby del Nordeste, torneo de selecciones juveniles - Tucumán 2018.[6]
- Head Coach del Seleccionado Femenino Mayor de la Unión de Rugby del Nordeste 2018.[7]